# Love what you've done to the place
Love what you’ve done with the place is het vierde studioalbum van Presto Ballet. De leider van de muziekgroep Kurdt Vanderhoof had bij het vorige album weer een nieuwe band om zich heen verzameld om zijn helden uit de progressieve rock te eren. Die samenstelling wijzigde alweer na dat album Invisible places; op Love speelde een nieuwe drummer mee.
De platenhoes is even optimistisch al de vorige; een tweetal strijkers met gasmaskers en militaire helmen begeleiden een ballerina die boven een plas met luminescerend water danst met in de verte wolkenkrabbers.

## Musici
- Kurdt Vanderhoof – gitaar
- Ronnie Munroe – zang
- Kerry Shacklett – toetsinstrumenten
- Bobby Ferkovich – basgitaar
- Jeffrey McCormack – slagwerk.

## Muziek
Alle teksten en muziek van Vanderhoof/Munroe behalve waar aangegeven.

| Nr. | Titel                                        | Duur |
| --- | -------------------------------------------- | ---- |
| 1.  | King of the stars                            | 9:52 |
| 2.  | The clock                                    | 7:58 |
| 3.  | A distant heart                              | 5:38 |
| 4.  | Deep, dark, blue                             | 5:22 |
| 5.  | Looking glass                                | 4;31 |
| 6.  | The faith healer (Alex Harvey, Hugh McKenna) | 7:07 |